# Jordan Walker (baloncestista de 1999)
Jordan "Jelly" Walker (Long Island, Nueva York; 11 de agosto de 1999) es un baloncestista estadounidense que pertenece a la plantilla del BC Rytas de la LKL lituana. Con 1,80 metros de estatura, juega en la posición de base. 

## Trayectoria deportiva

### Universidad
Jugó una temporada con los Pirates de la Universidad Seton Hall, en la que se perdió varios partidos por una rotira de ligamentos en su mano, y en la que promedió 1,8 puntos y 0,9 asistencias por partido, Al término de la misma, fue traspasado a los Green Wave de la Universidad Tulane.
Tras pasar un año en blanco por la normativa de la NCAA referente a transferencias de jugadores, jugó dos temporadas con los Green Wave, en las que promedió 10,2 puntos, 3,0 asistencias, 2,1 rebotes y 1,3 robos de balón.
Al término de la temporada 2020-21, fue nuevamente transferido, en esta ocasión a los UAB Blazers de la Universidad de Alabama en Birmingham, donde jugó sus dos últimas campañas como universitario, promediando 21,3 puntos, 4,5 aistencias y 2,8 rebotes por partido. En su primera temporada con los Blazers fue elegido Jugador del Año de la Conference USA, convirtiéndose en el segundo jugador de la universidad en lograrlo, tras Aaron Johnson en 2011. En su última temporada fue incluido de nuevo en el mejor quinteto de la Conference USA.

#### Estadísticas
| Año     | Equipo     | PJ       | PT       | MPP      | %TC      | %3P      | %TL      | RPP      | APP      | ROB      | TPP      | PPP      |
| ------- | ---------- | -------- | -------- | -------- | -------- | -------- | -------- | -------- | -------- | -------- | -------- | -------- |
| 2017–18 | Seton Hall | 17       | 0        | 7.2      | .323     | .316     | .417     | .5       | .9       | .4       | .1       | 1.8      |
| 2018–19 | Tulane     | Redshirt | Redshirt | Redshirt | Redshirt | Redshirt | Redshirt | Redshirt | Redshirt | Redshirt | Redshirt | Redshirt |
| 2019–20 | Tulane     | 30       | 22       | 25.9     | .405     | .375     | .740     | 2.2      | 2.0      | 1.7      | .0       | 8.0      |
| 2020–21 | Tulane     | 23       | 23       | 33.5     | .398     | .326     | .826     | 2.0      | 4.3      | 1.7      | .0       | 13.0     |
| 2021–22 | UAB        | 34       | 34       | 31.8     | .400     | .396     | .880     | 2.8      | 4.9      | 1.5      | .0       | 20.3     |
| 2022–23 | UAB        | 33       | 32       | 33.5     | .403     | .378     | .846     | 2.8      | 4.2      | 1.2      | .0       | 22.3     |
| Total   | Total      | 137      | 111      | 28.1     | .400     | .377     | .831     | 2.2      | 3.5      | 1.4      | .0       | 14.6     |

### Profesional
Tras no ser elegido en el Draft de la NBA de 2023, disputó las Ligas de Verano de la NBA con los Dallas Mavericks. El 14 de agosto firmó contrato con los Mavs, pero fue despedido el 14 de octubre. Quince días más tarde se incorporaría a la plantilla de su filial en la G League, los Texas Legends. Promedió 20,0 puntos, 2,1 rebotes, 5,2 asistencias, 1,2 robos y anotó el 41,3% de sus tiros de tres puntos.
El 29 de marzo de 2024 firmó con los Osos de Manatí de la BSL de Puerto Rico. Sin embargo, fue dado de baja el 16 de abril tras sufrir una lesión.
El 4 de octubre de 2024 fichó por el Promitheas Patras B.C. de la A1 Ethniki griega. El 19 de marzo de 2025 consiguió un nuevo récord de la Basketball Champions League al conseguir 54 puntos, a los que añadió 7 rebotes y 7 asistencias, con 21 de 22 en tiros libres y 9 de 13 en triples, en un partido con dos prórrogas ante el Würzburg Baskets.
El 27 de julio de 2025 firmó con el Rytas Vilnius de la Liga de Baloncesto de Lituania (LKL) y la Basketball Champions League.